# Parafia św. Anny w Bobrownikach
Parafia św. Anny w Bobrownikach – rzymskokatolicka parafia położona w mieście Bobrowniki, w  dekanacie szpetalskim diecezji włocławskiej.

## Zasięg parafii
Do parafii należą wierni z miejscowości: Bobrowniki, Bobrownickie Pole (4 km), Białe Błota (6 km), Bógpomóż Nowy (3 km), Stary Bógpomóż (5 km), Brzustowa (6 km), Celiny (9 km), Dębowiec (8 km), Gnojno (8 km), Miszek (6 km), Piaski (3 km), Polichnowo (3 km), Stare Rybitwy (5 km), Stara Rzeczna (6 km) - Gmina Bobrowniki; Lisek (dawniej Popiołkowo i Mościska 7 km) - Gmina Fabianki; Mień (8 km), Dzierżączka (8 km) - Gmina Czernikowo.